# إد كونويل
إد كونويل (بالإنجليزية: Ed Conwell)‏ هو لاعب كرة قاعدة أمريكي، ولد في 29 يناير 1890 في شيكاغو في الولايات المتحدة، وتوفي بنفس المكان في 1 مايو 1926.

## وصلات خارجية
- إد كونويل على موقعبيزبول رفرنس.كوم (الدوري الرئيسي) (الإنجليزية)
- إد كونويل على موقعبيزبول رفرنس.كوم (الدوري الثانوي) (الإنجليزية)